# 龋齿
齲齒，俗稱蛀牙，指牙齒因細菌活動而造成分解的現象。常見的齲齒菌種是乳酸鏈球菌（lactococcus garvieae）與轉糖鏈球菌（streptococcus mutans）等革蘭氏陽性好氧菌，它們代謝醣類後會產生能腐蝕牙齒的酸性物質。齲齒時會呈現黃色到黑色之間的不同顏色，其症狀包含疼痛與進食困難，併發症包含牙齒周圍組織發炎、牙齒喪失與形成牙齒膿腫。
人類學的許多證據顯示原始人很少齲齒，但在一萬年前農業革命之後多數人類逐漸以富含澱粉（屬多醣）的穀物為主食，齲齒好發率遽增。由於人類的牙釉質無法再生、牙本質再生緩慢，清潔不佳的牙齒容易讓牙菌持續蠶食，最終侵犯到牙髓。牙髓腔幾近封閉空間，一旦被牙菌感染，發炎跟組織浮腫會阻塞僅0.1公釐寬的根尖根管，切斷來自根尖外微血管的養分或藥物；因此若齲齒嚴重到牙髓發炎，既難以用手術疏通細微的根尖根管，也無法讓抗生素的藥力傳遞到牙髓，通常就只剩去除整個牙髓組織一途（根管治療）。

## 概況

齲齒

造成齲齒的細菌會經由分解牙齒表面的食物殘渣，使牙齒的硬組織（牙釉質、牙本質與牙骨質）分解。食物中的單醣是這些細菌的主要能量來源，因此單醣量含量高的飲食習慣，是齲齒發生的風險因子。如果牙齒礦物質解離速率高過經唾液等來源所引發的牙齒再礦化速率，齲齒就會發生。其他的風險因子包含由糖尿病、乾燥綜合症與特定藥物（抗組織胺藥與抗憂鬱藥物等）引發的唾液分泌量下降。齲齒也與貧窮、疏於清潔口腔與牙周病導致的牙根暴露有關。
齲齒的預防措施包含定期清潔牙齒、低糖飲食與使用些许氟化物，許多牙醫也建議每天刷牙兩次，以及每天使用牙線清潔牙縫一次。氟化物可從水、鹽或牙膏等來源獲得。用聚維酮碘漱口能有效減少引發蛀牙的鏈球菌。
養成定期給牙醫檢查的習慣（通常每年兩次）可提早發現齲齒與治療。治療齲齒取決於牙齒被破壞的程度，可能會採取牙體復形（補牙）以回復正常功能，或是採取拔牙術以移除嚴重的齲齒；目前尚無方法讓大量牙齒再生。對乙醯氨基酚或布洛芬可以制止齲齒造成的疼痛。在發展中國家，治療齲齒的預後往往較差。
全球大約24.3億人（全球人口的36%）的永久齒出現了齲齒。世界衛生組織估計幾乎所有成人在人生中某個時段曾得過齲齒。約6.2億人或全球人口的9%曾在乳齒得過齲齒。近年來，齲齒逐漸成為兒童與成人最常見的疾病，常發生在已開發國家與少數單醣消耗量大的開發中國家。

## 蛀牙的延伸效應
讓人驚訝的是蛀牙與其他口腔疾病有微妙的關聯效應，在近年醫學中得到重視，臨床文獻調查卻發現一傾向，罹患較嚴重牙周病的人齲齒的機率的確是比較低。台北市立聯合醫院和平婦幼院區牙科部主治醫師賴智信表示，從臨床經驗上的確有這樣的趨勢，容易蛀牙的人比較不容易罹患牙周病。因為造成蛀牙與牙周病的細菌種類不同，喜歡的生長環境也不同，較難以共存在同一個口腔中。蛀牙的生成以革蘭氏陽性好氧菌為主，細菌分解醣產生酸，而當口腔pH值＜5.5時，酸便會進而侵蝕牙齒。但牙周病是革蘭氏陰性厭氧菌為主，附著於牙齒表面形成牙菌斑，所以兩種菌相互競爭口腔內的生存環境資源，若蛀牙菌佔上風時確實有擠壓牙周菌種的可能，目前相關理論還在研究中。
另一紐約州立大學水牛城分校（University of Buffalo）的研究專案發現，大規模比對病例蛀牙最嚴重的一組，得到口腔癌、口咽癌的機率遠低於蛀牙最少的一組可能效應是細菌滋生，會刺激TH1免疫反應，因此有壓制癌症細胞的作用。但在中國大陸曾有案例是有患者多年蛀牙，而其蛀牙的殘根尖銳不斷劃破口腔，最後日積月累造成基因病變，引起口腔癌的發生。但這是物理性成因的特案，與人體機制較無關連，所以蛀牙能否防口腔癌還要看情況而定，但水牛城報告解答了醫界長期一個爭議點的方向，以往大多數人認為口腔越髒越容易得癌，因為細菌分泌的化合物會致癌，實驗結果卻是相反。

## 防止蛀牙的基本原則
- 儘量避免攝取過多糖份。
- 餐後刷牙以清除牙菌斑。
- 使用品質良好的牙刷以及添加氟的牙膏，每3個月更換新的牙刷。
- 建議每天定期使用牙線。
- 每6個月到牙科診所檢查牙齒。

## 治療
- 牙體復形：如果蛀牙的情況不太嚴重，牙醫會把蛀牙的部分鑽除，再用补牙材料（如汞合金或树脂）填補原蛀牙的窩洞。
- 根管治療與贗復：如果蛀牙的部分較大，影響到牙髓神經，就會鑽除蛀牙、抽神經、切削牙齒（但保留牙根）並在其上安裝牙冠（俗稱牙套）或嵌體（又稱齒雕），常見材質有貴金屬和陶瓷。
- 拔牙與贗復：齲齒情況最嚴重時，要把蛀牙拔掉，繼而換上假牙（例如牙橋或植牙）。